# Передо Лейге, Освальдо
Освальдо Передо Лейге (исп. Oswaldo Peredo Leigue, псевдоним — Чато (исп. Chato); 1941 — 12 января 2021) — боливийский революционер, по образованию медик, брат Гидо Альваро Передо Лейге и Роберто Передо Лейге, руководитель Армии национального освобождения, член Движения к социализму и муниципального совета Санта-Крус-де-ла-Сьерра.